# نويبولي
نويبولي (بالإيطالية: Noepoli)‏ هي بلدية في مقاطعة بوتنسا في إقليم بازيليكاتا الإيطالي.

## السكان
في سنة 1861 بلغ عدد السكان 1٬500 نسمة، وتطور العدد ليصل في سنة 2011 لـ 974 نسمة.
يظهر هذا المخطط البياني تطور النمو السكاني لـ نويبولي